# Halkosaari, Seinäjoki
Halkosaari är en tätort (finska: taajama) i Seinäjoki stad (kommun) i landskapet Södra Österbotten i Finland. Vid tätortsavgränsningen den 31 december 2021 hade Halkosaari 660 invånare och omfattade en landareal av 2,19 kvadratkilometer.